# Jimmy van Doren
Jimmy van Doren, ook gespeld als Jimmy Van Doren, is een Belgische stripreeks, geschreven door Stephen Desberg (de eerste dertien verhalen) en Benoît Despas (de laatste drie verhalen). De reeks werd in klare lijn getekend door Daniël Desorgher. De reeks heeft volwassen scenario's en kinderlijke tekeningen.

## Inhoud
De tiener Jimmy van Doren trekt in de jaren vijftig van de 20e eeuw naar Congo in Afrika, waar zijn ouders zijn verdwenen. Hij raakt bevriend met de voormalige huurling Schatzy Schatzenbaum en zijn leeuw Hermann. Samen beleven zij allerlei avonturen in Afrika. 
Tevens wordt het groeiproces van Jimmy in beeld gebracht, van een onschuldige jongen via een rebelse puber naar jongvolwassenheid, inclusief tienerliefdes. 
In de nieuwe avonturen van Jimmy van Doren is Jimmy inmiddels zestien jaar oud en wordt bij zijn terugkeer in Afrika uitgedaagd door een plaatselijke tovenaar tot een inwijdingsritueel.

## Publicatiegeschiedenis
Het eerste verhaal van de avonturen van Jimmy van Doren ging in februari 1988 van start in het weekblad Robbedoes.
In mei 2000 startte het twaalfde verhaal in Robbedoes, dat voor Robbedoes het laatste verhaal was. Uitgeverij Dupuis bracht de verhalen uit in albumvorm, totdat de uitgeverij in 2000 stopt met de reeks vanwege de al jarenlang dalende verkoopcijfers.
Uitgeverij Glénat nam de reeks over en bracht tussen 2004 en 2008 drie verhalen onder de titel "De nieuwe avonturen van Jimmy van Doren" op de markt.
| Jaar    | Nr. | Titel                      | Aantal pagina's | Publicatie                            |
| ------- | --- | -------------------------- | --------------- | ------------------------------------- |
| 1988-02 | 1   | De ebbenhouten slang       | 45              | Robbedoes 1988 nrs. 2602-2613         |
| 1989-01 | 2   | Het web van de dood        | 46              | Robbedoes 1989 nrs. 2647-2656         |
| 1989-09 | 3   | De ondergang               | 46              | Robbedoes 1989 nrs. 2684-2693         |
| 1990-04 | 4   | De gebroken man            | 46              | Robbedoes 1990 nrs. 2712-2724         |
| 1991-07 | 5   | Het rijk van de luipaard   | 46              | Robbedoes 1991 nrs. 2777-2787         |
| 1992-09 | 6   | Op het spoor van de buffel | 46              | Robbedoes 1992 nrs. 2842-2853         |
| 1994-04 | 7   | Het masker van de slaaf    | 46              | Robbedoes 1994 nrs. 2924-2934         |
| 1995-04 | 8   | Het gezicht van God        | 46              | Robbedoes 1995 nrs. 2976-2986         |
| 1996-03 | 9   | Schimmen uit het verleden  | 46              | Robbedoes 1996 nrs. 3024-3035         |
| 1997-04 | 10  | De wraak van de baviaan    | 46              | Robbedoes 1997 nrs. 3081-3091         |
| 1998-08 | 11  | De huurlingen              | 46              | Robbedoes 1998 nrs. 3147-3157         |
| 2000-05 | 12  | Tot ziens, Jimmy           | 46              | Robbedoes 2000 nrs. 3240-3251         |
| 2004    | 13  | Wit en zwart               | 46              | Wit en zwart (Glénat, 2004)           |
| 2006    | 14  | De valstrik                | 46              | De valstrik (Glénat, 2006)            |
| 2008    | 15  | Verradelijke overtocht     | 46              | Verradelijke overtocht (Glénat, 2008) |

## Albums
Tussen 1989 en 2000 bracht Dupuis de twaalf albums van de eerste reeks uit, waarbij het eerste album in 1993 werd herdrukt.
Uitgeverij Glénat bracht tussen 2004 en 2008 de nieuwe avonturen uit, waarbij de uitgeverij ook alle twaalf albums uit de eerste reeks opnieuw uitbracht voorzien van een nieuwe cover.
In 2012 bracht uitgeverij  Wonderland Half Vier Productions een album uit met losse tekeningen in zwartwit in een oplage van 150 exemplaren.
| Jaar | Verhaal                                 | Reeks / nr.              | Tekenaar         | Scenarist                       | Uitgever                         |
| ---- | --------------------------------------- | ------------------------ | ---------------- | ------------------------------- | -------------------------------- |
| 1989 | De ebbenhouten slang                    | Jimmy van Doren nr 1     | Daniël Desorgher | Stephen Desberg                 | Dupuis                           |
| 1989 | Het web van de dood                     | Jimmy van Doren nr 2     | Daniël Desorgher | Stephen Desberg                 | Dupuis                           |
| 1990 | De ondergang                            | Jimmy van Doren nr 3     | Daniël Desorgher | Stephen Desberg                 | Dupuis                           |
| 1991 | De gebroken man                         | Jimmy van Doren nr 4     | Daniël Desorgher | Stephen Desberg                 | Dupuis                           |
| 1991 | Het rijk van de luipaard                | Jimmy van Doren nr 5     | Daniël Desorgher | Stephen Desberg                 | Dupuis                           |
| 1993 | Op het spoor van de buffel              | Jimmy van Doren nr 6     | Daniël Desorgher | Stephen Desberg                 | Dupuis                           |
| 1994 | Het masker van de slaaf                 | Jimmy van Doren nr 7     | Daniël Desorgher | Stephen Desberg                 | Dupuis                           |
| 1995 | Het gezicht van God                     | Jimmy van Doren nr 8     | Daniël Desorgher | Stephen Desberg                 | Dupuis                           |
| 1996 | Schimmen uit het verleden               | Jimmy van Doren nr 9     | Daniël Desorgher | Stephen Desberg                 | Dupuis                           |
| 1997 | De wraak van de baviaan                 | Jimmy van Doren nr 10    | Daniël Desorgher | Stephen Desberg                 | Dupuis                           |
| 1999 | De huurlingen                           | Jimmy van Doren nr 11    | Daniël Desorgher | Stephen Desberg                 | Dupuis                           |
| 2000 | Tot ziens, Jimmy                        | Jimmy van Doren nr 12    | Daniël Desorgher | Stephen Desberg                 | Dupuis                           |
| 2004 | Wit en zwart                            | De nieuwe avonturen nr 1 | Daniël Desorgher | Stephen Desberg & Benoît Despas | Glénat                           |
| 2004 | De ebbenhouten slang                    | Jimmy van Doren nr 1     | Daniël Desorgher | Stephen Desberg                 | Glénat                           |
| 2004 | Het web van de dood                     | Jimmy van Doren nr 2     | Daniël Desorgher | Stephen Desberg                 | Glénat                           |
| 2005 | De ondergang                            | Jimmy van Doren nr 3     | Daniël Desorgher | Stephen Desberg                 | Glénat                           |
| 2005 | De gebroken man                         | Jimmy van Doren nr 4     | Daniël Desorgher | Stephen Desberg                 | Glénat                           |
| 2005 | Het rijk van de luipaard                | Jimmy van Doren nr 5     | Daniël Desorgher | Stephen Desberg                 | Glénat                           |
| 2005 | Op het spoor van de buffel              | Jimmy van Doren nr 6     | Daniël Desorgher | Stephen Desberg                 | Glénat                           |
| 2005 | Het masker van de slaaf                 | Jimmy van Doren nr 7     | Daniël Desorgher | Stephen Desberg                 | Glénat                           |
| 2005 | Het gezicht van God                     | Jimmy van Doren nr 8     | Daniël Desorgher | Stephen Desberg                 | Glénat                           |
| 2006 | Schimmen uit het verleden               | Jimmy van Doren nr 9     | Daniël Desorgher | Stephen Desberg                 | Glénat                           |
| 2006 | De wraak van de baviaan                 | Jimmy van Doren nr 10    | Daniël Desorgher | Stephen Desberg                 | Glénat                           |
| 2006 | De huurlingen                           | Jimmy van Doren nr 11    | Daniël Desorgher | Stephen Desberg                 | Glénat                           |
| 2006 | Tot ziens, Jimmy                        | Jimmy van Doren nr 12    | Daniël Desorgher | Stephen Desberg                 | Glénat                           |
| 2006 | De valstrik                             | De nieuwe avonturen nr 2 | Daniël Desorgher | Benoît Despas                   | Glénat                           |
| 2008 | Verradelijke overtocht                  | De nieuwe avonturen nr 3 | Daniël Desorgher | Benoît Despas                   | Glénat                           |
| 2012 | Foto's uit Afrika - Souvenirs d'Afrique |                          | Daniël Desorgher |                                 | Wonderland Half Vier Productions |